# Công viên Di sản Quốc gia Ópusztaszer

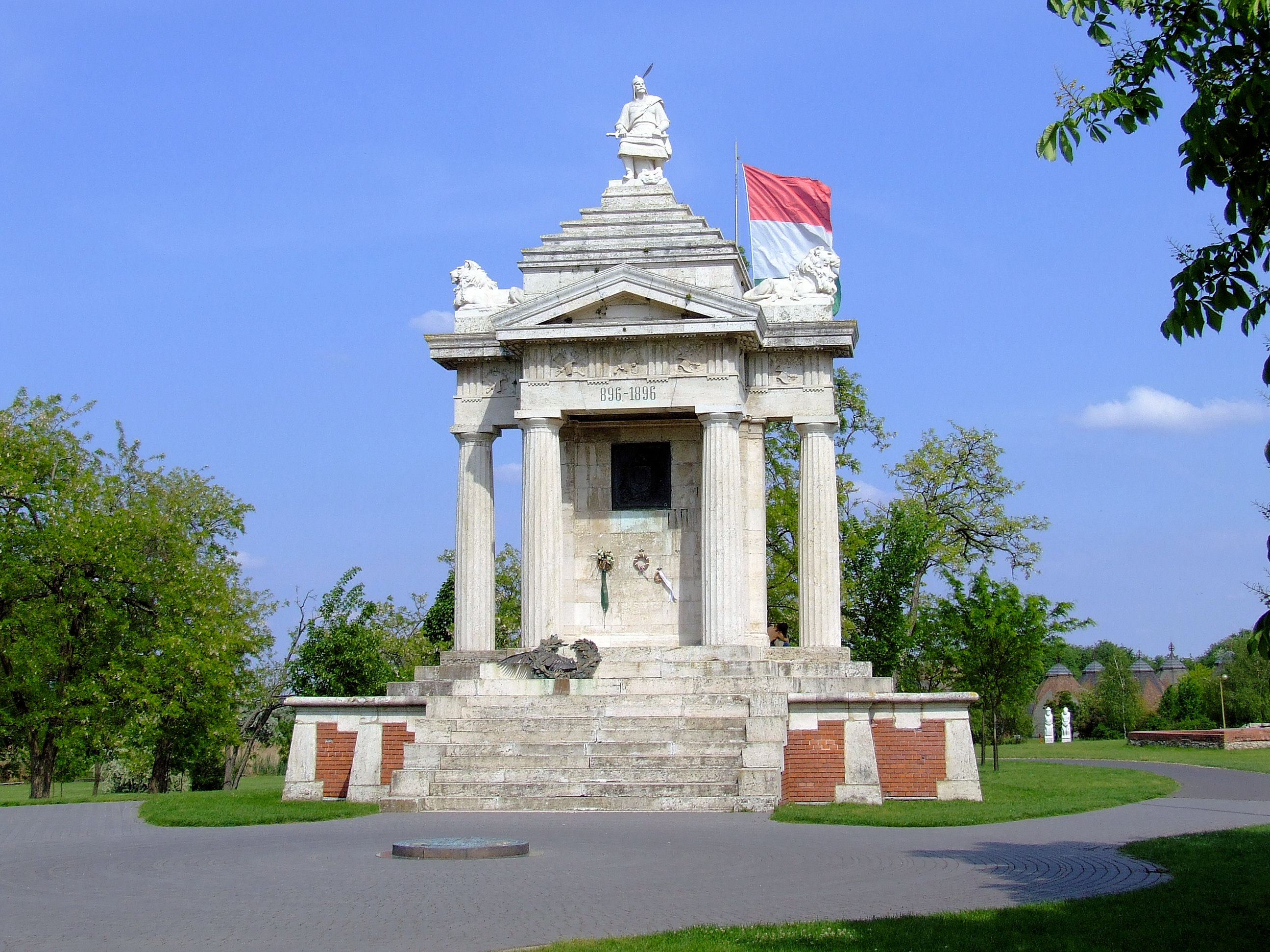
Tượng đài tưởng niệm Đại Hoàng tử Árpád của Hungary

Công viên Di sản Quốc gia Ópusztaszer là một bảo tàng lịch sử ngoài trời ở thị trấn Ópusztaszer, Hungary. Công viên được thành lập vào năm 1982 và nổi tiếng vì là nơi trưng bày bức tranh toàn cảnh Người Hung đã đến. Đây là một bức tranh có hiệu ứng cyclorama, cho phép người xem trải nghiệm hình ảnh 360 độ. Bức tranh được vẽ bởi họa sĩ Árpád Feszty cùng các trợ lý, nhân kỷ niệm 1000 năm sự kiện người Hungary chinh phục được bồn địa Karpat. Công viên cũng là nơi có nhiều vật trưng trưng bày trong nhà và ngoài trời, chủ yếu tập trung vào đề tài khảo cổ học và dân tộc học của Hungary thời kỳ cổ đại và cận đại bằng công nghệ thực tế ảo đầy hấp dẫn. 

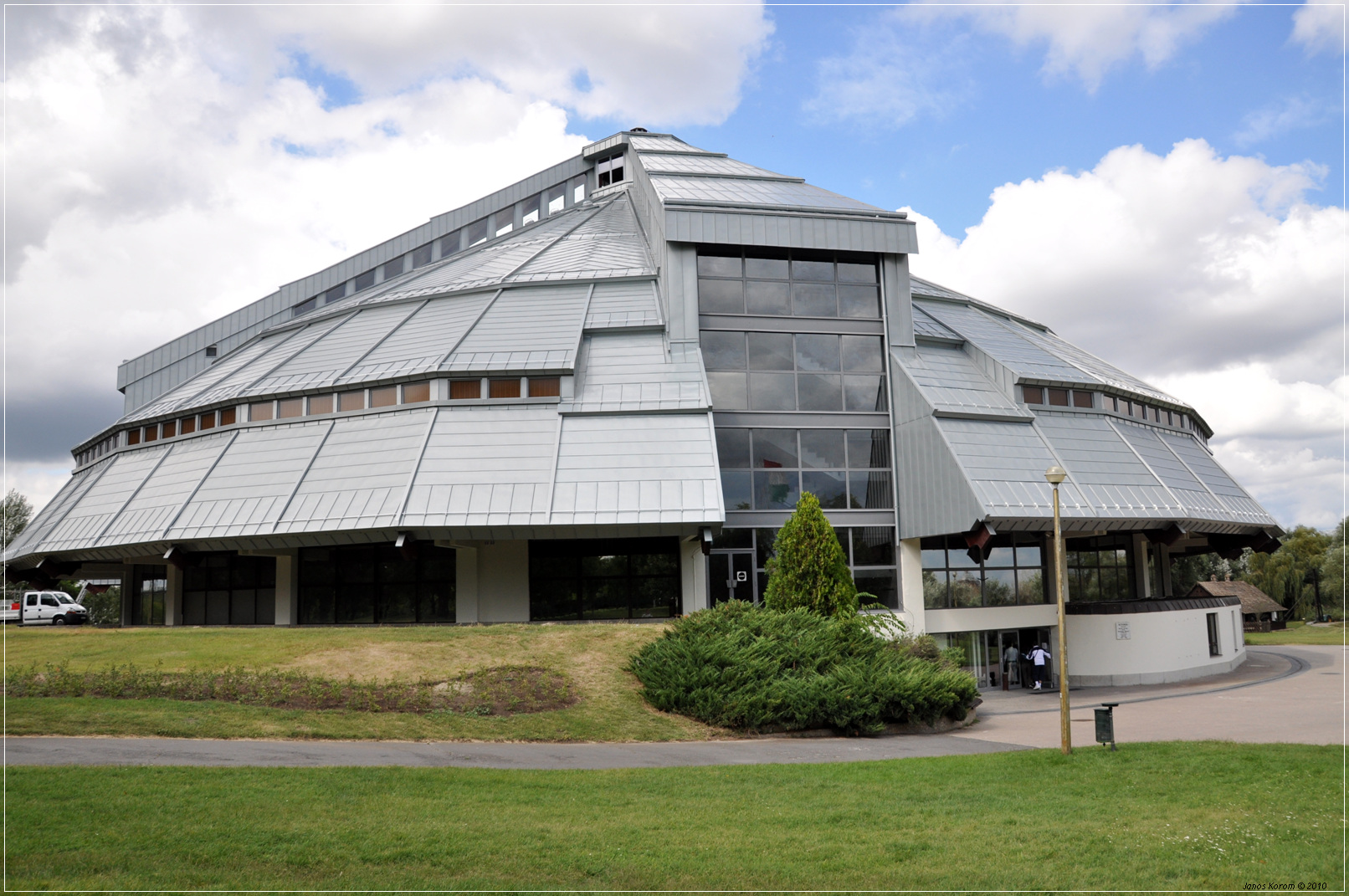
Nhà vòm nơi trưng bày tranh Người Hung đã đến

Vào những năm 1970, một quyết định đã được thành lập để xây công viên di sản tại hạt Csongrád. Theo đó, việc phục chế bức tranh toàn cảnh Người Hung đã đến và xây dựng một nhà vòm (rotunda) cho bức tranh cũng chính thức bắt đầu. Tuy nhiên, sang đến năm 1979, việc xây dựng đã bị đình trệ nên bức tranh đang phục chế dở phải đem cuộn lại và cất vào kho. Đến năm 1991, một nhóm bảo tồn nghệ thuật của Ba Lan đã trúng thầu dự án phục chế bức tranh nên công việc lại được tiếp tục. Năm 1995, bức tranh toàn cảnh Người Hung đã đến chính thức được đem ra trưng bày với các hiệu ứng địa hình và âm thanh nhân tạo, mang đến cho người xem một trải nghiệm chân thực như đang được sống trong chiều không gian lịch sử. Nhà vòm nơi trưng bày bức tranh toàn cảnh Feszty chính là điểm thu hút khách tham quan tại công viên Di sản Quốc gia Ópusztaszer.

## Nhà vòm
Nhà vòm (rotunda) là nơi lưu giữ Bức tranh toàn cảnh kinh điển Người Hung đã đến. Bức tranh được hoàn thành lần đầu tiên vào ngày 13 tháng 5 năm 1894. Bức tranh mang hiệu ứng cyclorama với chiều cao là 15 mét, chiều dài 120 mét, và đường kính là 38 mét. Đây là một trong 16 bức tranh mang hiệu ứng cyclorama duy nhất còn tồn tại trên toàn thế giới, nên sẽ là không quá khi nói rằng bức tranh là một tác phẩm hội họa đặc biệt hiếm có. Bức tranh miêu tả sự kiện người Hungary lần đầu chinh phục được bồn địa Karpat. Bức tranh được trưng bày lần đầu tiên vào năm 1894 nhằm kỷ niệm 1000 năm diễn ra sự kiện lịch sử đầy hào hùng của người Hungary. Bức tranh bao gồm nhiều hoạt cảnh khác nhau từ sự xuất hiện của bảy vị thủ lĩnh người Magyar, cho đến nghi thức hiến tế con ngựa trắng của thầy phù thủy Táltos. Bức tranh được họa sĩ Árpád Feszty vẽ từ năm 1892 đến năm 1894, với sự giúp đỡ của nhiều trợ lý và đồng nghiệp. Đáng chú ý, phần lớn phong cảnh trong tranh được vẽ bởi họa sĩ László Mednyánszky, còn những cảnh chiến đấu và cưỡi ngựa được vẽ bởi Pál Vágó.
Ngoài ra, nhà vòm còn có nhiều các triển lãm độc đáo, có thể kể đến như:
- Toàn cảnh thế giới: Với 34 bức tranh toàn cảnh về thời kỳ hoàng kim của thế giới nhiếp ảnh vào thế kỷ 19.
- Toàn thị (Panoptics): Với bộ sưu tập của 22 bức tượng sáp về những nhân vật lịch sử nổi tiếng của Hungary.
- Cuộc dạo chơi (The Promenade): Triển lãm về cuộc sống ở thị trấn nhỏ và thành phố lớn trong thế kỷ 19, thời kỳ vàng son của Đế quốc Áo-Hung.
- Lịch sử Công viên: Giới thiệu về lịch sử của công viên.
- Tu viện Szer: Đem đến cho người xem một góc nhìn về cuộc sống trong tu viện Szer, thông qua các hiện vật và di tích khảo cổ học.
- Đại gia đình các dân tộc: Mang tới cho người xem cái nhìn tổng quát về các dân tộc Phần Lan-Ugria.

Năm 2013, một bức tranh khác mang hiệu ứng cyclorama, với kích thước 15x120 mét, được vẽ vào năm 1898, đã được đem trưng bày cũng chính tại nhà vòm. Bức tranh này chính là Toàn cảnh Transylvanian, miêu tả trận Nagyszeben, trong cuộc Cách mạng Hungary năm 1848-49.

## Triển lãm ngoài trời

### Bộ sưu tập dân tộc học ngoài trời
Bộ sưu tập dân tộc học ngoài trời Ópusztaszer là một bảo tàng mô phỏng lại cuộc sống làng quê của Hungary. "Ngôi làng" này được mở cửa vào năm 1978 và đây là nơi có 19 tòa nhà lịch sử và 3 cuộc triển lãm ngoài trời. Đến với bộ sưu tập các tòa nhà lịch sử, du khách có thể thưởng ngoạn nhiều phong cảnh và kiến trúc đặc trưng của Hungary. Ngôi làng cũng có một bộ sưu tập xe cộ và các nông cụ.

### Bộ sưu tập "Rừng và Người"
Bộ sưu tập được gói gọn trong một nhà rạp được dựng bằng gỗ thông trông giống một túp lều du mục (yurt). Bộ sưu tập là nơi khách tham quan có thể khám phá mối quan hệ giữa thiên nhiên và con người.

### Công viên Người du cư
Đây là nơi tái hiện lại thế giới của những đồng cỏ Á-Âu. Trong đó có những túp lều du mục cùng những màn hình tương tác với người xem. Công viên bao gồm cả chương trình biểu diễn ngựa với những người mặc trang phục Magyar thời xa xưa và các trò chơi săn bắn của dân tộc Magyar nguyên thủy.

### Tàn tích lịch sử
Khu vực này giới thiệu những tàn tích còn sót lại của tu viện Szer, được khai quật vào năm 1970.